# Deropeltis carbonaria
Deropeltis carbonaria es una especie de cucaracha del género Deropeltis, familia Blattidae.

## Distribución
Esta especie se encuentra en Costa de Marfil, Togo, Nigeria, Camerún, República Democrática del Congo y Angola.